# Дидао
Дида́о (кит. упр. 滴道, пиньинь Dīdào) — район городского подчинения городского округа Цзиси провинции Хэйлунцзян (КНР). Название района происходит от протекающей по его территории реки Дидаохэ.

## История
Когда в начале XX века в Маньчжурии были установлены структуры гражданского управления, то эти земли оказались под юрисдикцией уезда Мишань (密山县).
В 1931 году Маньчжурия была оккупирована японскими войсками, а в 1932 году было образовано марионеточное государство Маньчжоу-го. В 1936 году по этим землям прошла железная дорога, и территория начала развиваться. В сентябре 1941 года эти земли вошли в состав нового уезда Цзинин (鸡宁县).
В 1945 году Маньчжурия была освобождена Советской армией. В 1946 году здесь был образован район Дидао. В 1949 году уезд Цзинин был переименован в Цзиси. В 1950 году район Дидао стал Третьим районом (第三区) уезда Цзиси. В мае 1956 года район был расформирован, и вместо него был создан посёлок Дидао. В марте 1957 года посёлок Дидао был ликвидирован, а вместо него официально создан район Дидао городского округа Цзиси.

## Административное деление
Район Дидао делится на 5 уличных комитетов и 2 волости.
| № | Название | Название (кит.)  | Статус          | Население чел. (2010) | На карте                         |
| - | -------- | ---------------- | --------------- | --------------------- | -------------------------------- |
| 1 | Куанли   | 矿里街道办事处   | уличный комитет | 30373                 | 45°20′52″ с. ш. 130°50′16″ в. д. |
| 2 | Дунсин   | 东兴街道办事处   | уличный комитет | 20187                 | 45°20′52″ с. ш. 130°50′16″ в. д. |
| 3 | Симэй    | 洗煤街道办事处   | уличный комитет | 17171                 | 45°20′52″ с. ш. 130°50′16″ в. д. |
| 4 | Дидаохэ  | 滴道河乡         | волость         | 16297                 | 45°21′40″ с. ш. 130°51′15″ в. д. |
| 5 | Ланьлин  | 兰岭乡           | волость         | 13653                 | 45°17′40″ с. ш. 130°42′04″ в. д. |
| 6 | Датунгоу | 大通沟街道办事处 | уличный комитет | 5965                  | 45°20′52″ с. ш. 130°50′16″ в. д. |
| 7 | Цзяньчан | 碱场街道办事处   | уличный комитет | 6964                  | 45°05′43″ с. ш. 130°35′44″ в. д. |